# 鋒迴路轉
是一部2019年美國懸疑片，由雷恩·強生編劇和執導，並與拉姆·伯格曼共同製片。主演包括丹尼爾·克雷格、克里斯·埃文斯、安娜·德哈瑪斯、潔美·李·寇蒂斯、麥可·夏儂、唐·強生、東妮·克莉蒂、凱斯·史坦費爾德、凱薩琳·蘭福德、傑登·馬泰爾及克里斯多夫·柏麥。劇情講述一名著名小說家自殺身亡後，被受雇調查的偵探懷疑他殺，同時小說家子女們的內鬥更讓案情錯綜複雜。
《利刃出鞘》2019年9月7日在多倫多國際影展全球首映，獅門娛樂排定2019年11月27日在美國院線上映。電影獲得普遍正面的評價，影評家們特別讚譽劇本、導演和演員的表現。2022年推出續集《鋒迴路轉：抽絲剝繭》。

## 劇情
富裕的犯罪小說家哈兰·斯隆比（Harlan Thrombey）邀請家人到马萨诸塞州的豪宅參加他的85歲生日聚會。第二天早晨，哈蘭的管家弗兰送早餐時發現他離奇地以短刃割喉自殺。警方深信哈蘭之死是自殺，而受到匿名委託的私人偵探貝諾瓦·布兰克（Benoit Blanc）一同與警方進行調查。
布兰克得知哈蘭與家人的關係已變得緊張，每個人都具有殺害動機。哈蘭發現女婿理查德外遇、欺騙女兒琳達，威脅理查德主動坦承；媳婦喬妮利用他的信任詐取兩份學費，被他停掉所有金援；小兒子沃尔特執意要想把他的作品改編成電影被他拒絕，他還要沃尔特從家族的出版公司離開，而且他在當晚就把這一切都告訴了最了解他的外孫蘭森，兩人因此發生口角。在這個大宅當中，哈蘭的護士玛尔塔·卡布雷拉（Marta Cabrera）是最了解哈蘭的人，也是他最親近的朋友。玛尔塔的體質特殊，只要一說謊就會忍不住嘔吐，因此受布兰克邀約，一同找出真相。
哈蘭在生日聚會當晚便告訴蘭森他將把全部遺產留給玛尔塔，蘭森與哈蘭起口角後離去，最後決定陷害玛尔塔，在無人注意下潛回宅邸，透過暗門進入哈蘭的閣樓，將玛尔塔當晚預計替哈蘭注射的藥瓶中的藥劑調換，並拿走解毒劑，使玛尔塔因替哈蘭注射過多嗎啡導致死亡而成為殺人犯，並令遺囑失效，但實際上玛尔塔當晚憑著多年護士經驗，在不看藥瓶標籤而透過觀看液體替哈蘭注射了正確的藥劑，玛尔塔看了藥瓶標籤誤以為注射過多嗎啡而告訴哈蘭事實，遍尋不著解毒劑後決定叫救護車，但被哈蘭阻止，哈蘭為保護瑪塔且不讓遺產被家人繼承，而告訴玛尔塔製造不在場證明的方法使玛尔塔脫身，玛尔塔原本想拒絕，但哈蘭意志堅決，隨後便在玛尔塔面前自殺，玛尔塔別無選擇下只能遵照哈蘭的指示，隔天哈蘭的管家弗兰便發現哈蘭割喉自殺。蘭森透過報紙得知哈蘭死於自殺後匿名委託布兰克，以查出是玛尔塔導致哈蘭死亡，同時在哈蘭喪禮當天潛回宅邸處理藥瓶，但被哈蘭的管家弗兰背地目睹，弗兰不清楚蘭森意圖，但深信蘭森在做壞事，加上長期對蘭森的不滿而決定報復，因而透過關係拿到哈蘭的血檢報告，弗兰雖看不懂，但認定可威脅蘭森，而將部分資料弄成影本匿名寄給蘭森以要脅在指定時間地點見面。蘭森困惑地看著不完整的血檢報告，仍以為哈蘭注射過多嗎啡，前往宅邸聽完哈蘭遺囑宣告後帶走玛尔塔，玛尔塔向蘭森坦承，令蘭森得知玛尔塔並無注射過多嗎啡，血檢報告更可成為玛尔塔無罪的證據。蘭森見玛尔塔仍以為自己有罪，於是心生一計，要玛尔塔別放棄遺產且會協助她，卻暗地燒毀檢驗哈蘭的血檢中心、同時將弗兰匿名寄來的資料轉寄給玛尔塔，並挪後約定的時間，以在玛尔塔見到弗兰前前往指定地點將弗兰迷昏，使弗兰注射過多嗎啡，遺留血檢報告的信封與燒毀的血檢報告，構成玛尔塔殺害哈蘭與弗兰的事實，玛尔塔赴約後誤以為弗兰知道她的所為，並發現弗兰被注射過多嗎啡，縱使如此，玛尔塔仍急救弗兰並將其送醫，玛尔塔在醫院向布兰克坦承一切，返回宅邸後取得弗兰預留的完整血檢報告副本，將其交給布兰克，玛尔塔打算向哈蘭一家坦承，但布兰克在看完血檢報告後及時阻止，表明哈蘭的確死於自殺，並將玛尔塔帶至其他房間以支開哈蘭一家，隨後要求警方找來蘭森，並在玛尔塔、蘭森與警方面前道出以上的真相。
布兰克道出蘭森企圖殺害弗兰後，瑪塔接獲醫院的來電，瑪塔轉告布兰克與警方弗兰已沒事且馬上可安排對話，警方打算逮捕蘭森，蘭森坦承殺害弗兰，但認為既然弗兰沒死也不足以構成他殺人的事實，並告訴玛尔塔他絕對會復仇，此時玛尔塔吐了蘭森一身，表明弗兰已死，警方也錄下了蘭森親口說出殺害弗兰的說詞，蘭森一怒之下拔下房間內擺設的利刀刺向玛尔塔，卻發現是把假的伸縮刀，警方隨即上前逮捕蘭森，布兰克在離去前告訴玛尔塔，早在一開始注意到她鞋子沾有血漬後便認定她與哈蘭的自殺有著關係。
電影結尾，斯隆比一家得知蘭森被捕，而哈蘭的女兒琳達也藉由父親留下的信件，透過隱形墨水得知理查德有外遇，隨著蘭森被押上警車，玛尔塔站在二樓庭院，望向被哈蘭趕離宅邸的斯隆比一家。

## 演員
| 演員            | 角色                                                 | 簡介                                                                         |
| --------------- | ---------------------------------------------------- | ---------------------------------------------------------------------------- |
| 丹尼爾·克雷格   | 貝諾瓦·白朗 Benoit Blanc                             | 知名私家偵探，被匿名委托調查哈蘭死亡案。                                     |
| 克里斯多夫·柏麥 | 哈蘭·斯隆比 Harlan Thrombey                          | 知名犯罪小說家，85歲生日當天邀請全家人參加生日聚會，於當晚聚會後離奇自殺。   |
| 安娜·德哈瑪斯   | 玛塔·卡布萊拉 Marta Cabrera                          | 哈蘭的護士，和哈蘭關係最好，只要一說謊就會嘔吐。                             |
| 潔美·李·寇蒂斯  | 琳達·蘇隆比·卓斯戴 Linda Thrombey-Drysdale           | 哈蘭的女兒，丈夫是理查德，是位自己創業的房地產大亨。                         |
| 唐·约翰逊       | 理查德·卓斯戴 Richard Drysdale                       | 哈蘭的女婿，妻子是琳達，和妻子一起經營房地產公司。                           |
| 克里斯·埃文斯   | 休·蘭森·卓斯戴 Hugh "Ransom" Drysdale                | 哈蘭的外孫，琳達與理查德的兒子，是個無業的花花公子，個性驕縱自傲。           |
| 東妮·克莉蒂     | 喬妮·斯隆比 Joni Thrombey                            | 哈蘭的長媳，丈夫是哈蘭過世的長子尼爾，經營美容品牌生意。                     |
| 凱薩琳·蘭馥     | 梅格·斯隆比 Meg Thrombey                             | 哈蘭的孫女，喬妮和尼爾的女兒，在名門大學上學，與玛塔是好友。                 |
| 麥可·夏儂       | 華特·斯隆比 Walt Thrombey                            | 哈蘭的次子家中么子，妻子是唐娜，哈蘭為自己的小說創立的血紅酒出版社的負責人。 |
| 芮琪·琳達馮     | 唐娜·斯隆比 Donna Thrombey                           | 哈蘭的次媳，華特的妻子。                                                     |
| 傑登·馬泰爾     | 雅各布·斯隆比 Jacob Thrombey                         | 哈蘭的孫子，華特和唐娜的兒子，極端右翼思想。                                 |
| K·卡倫          | "曾祖母" 瓦內塔·斯隆比 Wanetta "Great Nana" Thrombey | 哈蘭的母親，非常年邁、家族內無人關心。                                       |
| 凱斯·史坦費爾德 | 艾略特探長 Detective Lieutenant Elliot               | 負責此案件的探長。                                                           |
| 諾亞·塞根       | 員警瓦格納 Trooper Wagne                             | 負責此案件的刑警，是哈蘭的書迷。                                             |
| 愛迪·派特森     | 弗兰 Fran                                            | 哈蘭的管家。                                                                 |
| 法蘭克·歐茲     | 艾倫·斯蒂文斯 Alan Stevens                           | 哈蘭的律師。                                                                 |
| M·艾密特·沃許   | 普羅弗羅克先生 Mr. Proofroc                          | 負責哈蘭宅邸的保全。                                                         |
| 瑪琳·福特       | 卡布萊拉女士 Mrs. Cabrera                            | 玛塔的媽媽，非合法移民進入美國，是玛塔受哈蘭子孫們威脅的理由。               |

## 製作
電影於2018年9月宣佈，由丹尼爾·克雷格主演並由雷恩·強生執導。電影在2018年多倫多國際影展期間賣給發行商。2018年10月，克里斯·伊凡、凱斯·史坦費爾德、麥可·夏儂、安娜·德哈瑪斯、唐·強生、潔美·李·寇蒂斯和東妮·克莉蒂加盟劇組。

### 拍攝
主體拍攝於2018年10月30日在波士頓和麻薩諸塞州進行，並在2018年12月20日殺青。

## 發行
《鋒迴路轉》最先於2019年9月7日在多倫多國際影展進行全球首映，並由獅門娛樂定於2019年11月27日在美國院線上映。

## 迴響
爛番茄根據400條評論，持有97%的新鮮度，平均得分8.32／10。在Metacritic上，電影獲得了82分。據CinemaScore調查，觀眾的反應在A+至F間落在「A-」。本片被《時代雜誌》評為2019十大佳片的第7名，也被美國電影學院選為年度十佳電影。

## 榮譽
| 獎項                     | 類別                   | 得獎者        | 結果 |
| ------------------------ | ---------------------- | ------------- | ---- |
| 衛星獎                   | 最佳群戲演出           | 《鋒迴路轉》  | 獲獎 |
| 衛星獎                   | 音樂或喜劇類最佳電影   | 《鋒迴路轉》  | 提名 |
| 衛星獎                   | 音樂或喜劇類最佳男主角 | 丹尼爾·克雷格 | 提名 |
| 衛星獎                   | 音樂或喜劇類最佳女主角 | 安娜·德哈瑪斯 | 提名 |
| 亞特蘭大評論家選擇獎     | 十大電影               | 《鋒迴路轉》  | 獲獎 |
| 好萊塢影評人協會獎       | 最佳原創劇本           | 《鋒迴路轉》  | 提名 |
| 好萊塢影評人協會獎       | 最佳選角               | 《鋒迴路轉》  | 提名 |
| 國家影評人協會獎         | 最佳整體演出           | 《鋒迴路轉》  | 獲獎 |
| 國家影評人協會獎         | 十大電影               | 《鋒迴路轉》  | 獲獎 |
| 美國電影學院             | 十大電影               | 《鋒迴路轉》  | 獲獎 |
| 華盛頓特區影評人協會獎   | 最佳整體演出           | 《鋒迴路轉》  | 獲獎 |
| 華盛頓特區影評人協會獎   | 最佳原創劇本           | 《鋒迴路轉》  | 提名 |
| 廣播影評人協會獎         | 最佳整體演出           | 《鋒迴路轉》  | 提名 |
| 廣播影評人協會獎         | 最佳喜劇電影           | 《鋒迴路轉》  | 提名 |
| 廣播影評人協會獎         | 最佳原創劇本           | 《鋒迴路轉》  | 提名 |
| 聖路易斯影評人協會獎     | 最佳整體演出           | 《鋒迴路轉》  | 獲獎 |
| 聖路易斯影評人協會獎     | 最佳喜劇演出           | 丹尼爾·克雷格 | 提名 |
| 聖路易斯影評人協會獎     | 最佳原創劇本           | 《鋒迴路轉》  | 提名 |
| 費城影評人協會獎         | 最佳影片               | 《鋒迴路轉》  | 獲獎 |
| 費城影評人協會獎         | 最佳原創劇本           | 《鋒迴路轉》  | 獲獎 |
| 金球獎                   | 音樂或喜劇類最佳電影   | 《鋒迴路轉》  | 提名 |
| 金球獎                   | 音樂或喜劇類最佳男主角 | 丹尼爾·克雷格 | 提名 |
| 金球獎                   | 音樂或喜劇類最佳女主角 | 安娜·德哈瑪斯 | 提名 |
| 聖地牙哥影評人協會獎     | 最佳整體演出           | 《鋒迴路轉》  | 獲獎 |
| 西雅圖影評人協會獎       | 最佳劇本               | 《鋒迴路轉》  | 提名 |
| 西雅圖影評人協會獎       | 最佳整體演出           | 《鋒迴路轉》  | 提名 |
| 東南影評人協會獎         | 最佳整體演出           | 《鋒迴路轉》  | 獲獎 |
| 藝術指導工會獎           | 最佳當代電影           | 《鋒迴路轉》  | 提名 |
| 服裝設計工會獎           | 最佳當代電影服裝設計   | 《鋒迴路轉》  | 提名 |
| 澳洲電影及電視美藝學院獎 | 最佳女配角             | 東妮·克莉蒂   | 提名 |
| 剪輯工會獎               | 最佳喜劇類剪輯         | 《鋒迴路轉》  | 提名 |
| 芝加哥影評人協會獎       | 最佳美術               | 《鋒迴路轉》  | 提名 |
| 芝加哥影評人協會獎       | 最佳原創劇本           | 《鋒迴路轉》  | 提名 |
| 鳳凰城影評人協會獎       | 最佳喜劇類影片         | 《鋒迴路轉》  | 提名 |
| 鳳凰城影評人協會獎       | 最佳劇本               | 《鋒迴路轉》  | 獲獎 |
| 鳳凰城影評人協會獎       | 最佳整體演出           | 《鋒迴路轉》  | 獲獎 |
| 女性在線影評人協會獎     | 最佳整體演出           | 《鋒迴路轉》  | 提名 |
| 女性在線影評人協會獎     | 最佳女配角             | 安娜·德哈瑪斯 | 提名 |
| 女性在線影評人協會獎     | 最佳原創劇本           | 《鋒迴路轉》  | 提名 |
| 舊金山影評人協會獎       | 最佳原創劇本           | 《鋒迴路轉》  | 提名 |
| 拉斯維加斯影評人協會獎   | 最佳整體演出           | 《鋒迴路轉》  | 獲獎 |
| 印第安納電影記者協會     | 最佳影片               | 《鋒迴路轉》  | 提名 |
| 印第安納電影記者協會     | 最佳導演               | 雷恩·強生     | 提名 |
| 印第安納電影記者協會     | 最佳整體演出           | 《鋒迴路轉》  | 獲獎 |
| 印第安納電影記者協會     | 最佳女主角             | 安娜·德哈瑪斯 | 提名 |
| 印第安納電影記者協會     | 最佳原創劇本           | 《鋒迴路轉》  | 提名 |
| 奧克拉荷馬影評人協會獎   | 最佳整體演出           | 《鋒迴路轉》  | 獲獎 |
| 奧克拉荷馬影評人協會獎   | 最佳原創劇本           | 《鋒迴路轉》  | 獲獎 |
| 堪薩斯影評人協會獎       | 最佳原創劇本           | 《鋒迴路轉》  | 獲獎 |
| 休斯頓影評人協會獎       | 最佳影片               | 《鋒迴路轉》  | 提名 |
| 休斯頓影評人協會獎       | 最佳原創劇本           | 《鋒迴路轉》  | 提名 |
| 北德州影評人協會獎       | 最佳整體演出           | 《鋒迴路轉》  | 提名 |
| 線上影評人協會獎         | 最佳影片               | 《鋒迴路轉》  | 提名 |
| 線上影評人協會獎         | 最佳原創劇本           | 《鋒迴路轉》  | 提名 |

## 續集
2020年2月，獅門影業正式宣佈製作《鋒迴路轉》續集。2021年3月，據報導Netflix以4.69億美元收購了續集的發行權。5月，戴夫·巴帝斯塔、艾德華·諾頓、賈奈爾·夢內、凱薩琳·哈恩、小萊斯利·奧多姆和凱特·哈德森加入演員陣容。6月，梅德琳·克林和潔西卡·漢維克加入演員陣容。《鋒迴路轉：抽絲剝繭》於2022年上映。

## 外部連結
- 互联网电影数据库（IMDb）上《鋒迴路轉》的资料（英文）
- Box Office Mojo上《鋒迴路轉》的資料（英文）
- Metacritic上《鋒迴路轉》的資料（英文）
- 爛番茄上《鋒迴路轉》的資料（英文）
- AllMovie上《鋒迴路轉》的资料（英文）
- 開眼電影網上《鋒迴路轉》的資料（繁體中文）
- 时光网上《鋒迴路轉》的資料（简体中文）
- 豆瓣电影上《鋒迴路轉》的資料 （简体中文）